# Céphamycine

Céfoxitine

Céfotétan

Cefmétazole

Les céphamycines sont un groupe d'antibiotiques bêta-lactamines, très proches des céphalosporines. Avec celles-ci elles forment le sous-groupe d'antibiotiques appelé les céphems. Les céphamycines sont produites initialement par les Streptomyces, mais on en a produit des synthétiques. 
- Céfoxitine
- Céfotétan
- Cefmétazole
- Latamoxef